# Neuendambach
Neuendambach ist ein Weiler, der zum Ortsteil Gerhardtsgereuth der Stadt Hildburghausen im Landkreis Hildburghausen in Thüringen gehört.

## Lage
Neuendambach liegt an der Südabdachung des Hildburghäuser Waldes am Dambach, einem rechten Nebenfluss der Werra. Der Ort ist über die Landesstraße 1134 und Kreisstraße 524 zu erreichen. Der Weiler befindet sich westlich von Gerhardtsgereuth in einer naturnahen Landschaft Südthüringens.

## Geschichte
1494 wurde das Dorf erstmals urkundlich erwähnt. Bis 1815 gehörte der Ort zum hennebergischen bzw. kursächsischen Amt Schleusingen. Von 1815 bis 1945 gehörte Neuendambach zu Preußen, verwaltungsmäßig  zum Landkreis Schleusingen.
Seit der Eingemeindung, die am 1. Juli 1950 in Kraft trat, wird das Dorf von Gerhardtsgereuth betreut.